# Paul Grandhomme
Pour les articles homonymes, voir Grandhomme.
Paul Victor Grandhomme, né le 23 juillet 1851 à Paris et mort en 1944 à Saint-Briac-sur-Mer (Ille-et-Vilaine), est un peintre émailleur, orfèvre et médailleur français.

## Biographie
Paul Grandhomme est l'élève d'Auguste Mollard (1836-1916), orfèvre et peintre sur émail. Il est influencé par son ami le peintre Raphaël Collin. 
Il travaille avec Pierre Puvis de Chavannes (1824-1898) et Jules-Élie Delaunay (1828-1891).
En 1874, il présente au Salon des artistes français un portrait émaillé, Vittoria Colonna (1490-1547).
En 1877, il a pour élève Alfred Jean Garnier avec qui il s'associe ; ils réalisent et signent des œuvres en commun. En 1890 au salon de la Société des artistes français ils présentent une Vierge d'après Carlo Crivelli ainsi qu'un portrait du roi Édouard VII, et en 1895, au Salon des artistes français, d'après Gustave Moreau, Hercule, Orphée, Jeunesse et Immortalité, Léda, Sapho et Œdipe.  
Vers 1900, il fait construire une villa appelée Les Emaux à St Briac sur mer. Il y vit souvent avec son fils Paul graveur de medaille, Julie, épouse Nozal, xylographe et Jacques Nozal son gendre. Dans les années 1920, il reçoit et travaille avec de nombreux artistes visiteurs dont le sculteur Armel Beaufils et la grande duchesse de russie Victoria Melita et sa soeur la reine de Roumanie.  
Il vit très agé mais malheureusement devient aveugle  
Paul Grandhomme est inhumé au cimetière de Saint-Briac-sur-Mer (Ille-et-Vilaine). Son tombeau est orné d'une statuette en bronze réalisée par les sculpteurs Émile Armel-Beaufils (1882-1952) et son épouse Zannic Armel-Beaufils, née Suzanne Duvivier (1892-1978). Malheureusement cette statuette a été volée.

## Œuvres

### Émaux
- Vittoria Colonna, 1874, portrait émaillé.
- Broche Renaissance, 1880, en émaux.
- Le concert champêtre, 1889, d'après Titien, tableau émaillé.
- Jeunesse et immortalité, 1895, en collaboration avec Alfred Jean Garnier, tableau émaillé d'après Gustave Moreau (1826 - 1898).
- Œdipe, en collaboration avec Alfred Jean Garnier, tableau émaillé d'après Gustave Moreau.
- Athéna, vers 1896, tableau émaillé.
- Boîte ronde émaillée à décor d'un figurant une femme nue au miroir assise dans un paysage.

### Médaille

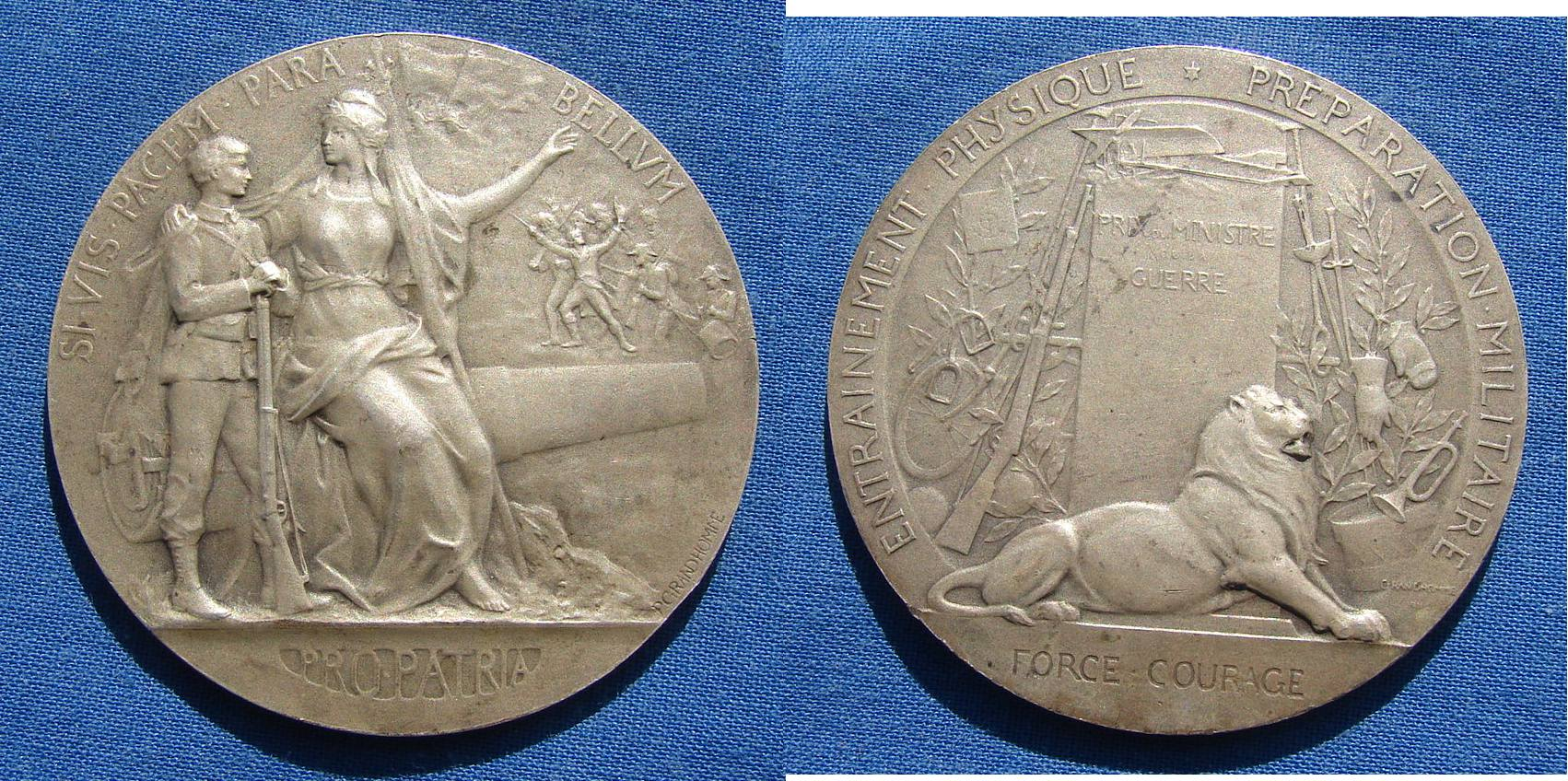
Si vis pacem, para bellum Pro Patria, Prix du Ministre de la guerre, Entraînement physique – Préparation militaire, Force - Courage. Médaille en argent.

Paul Victor a un fils appelé Paul (1881-1979) lui aussi. Après avoir fait les Beaux.Arts à Paris, il devient graveur de nacre et aussi de médailles. C'est lui qui grave les medailles signées P.Grandhomme. Il a souvent été confondu avec son père.
- Si vis pacem, para bellum (Si tu veux la paix, prépare la guerre), Pro Patria, Prix du Ministre de la guerre, Entraînement physique – Préparation militaire, Force - Courage. Médaille en argent, diamètre : 50 mm, poids 60,50 gr.

- Les roses - Les joyaux, 1909, médaille biface en bronze, frappée.
- Paul Maurice Legrain (1860-1939), médecin français, plaquette en bronze.

## Œuvres dans les collections publiques
Aux États-Unis
- Metropolitan Museum of Art :
  - Plaque émaillée, 1889.
  - Hercule, vers 1895, en collaboration avec Alfred Jean Garnier, tableau émaillé d'après Gustave Moreau.

En France
- Paris, musée d'Orsay :
  - L'Amour et la Chasteté, 1890, d'après Le combat de l'Amour et de la Chasteté (National Gallery, Londres), émail polychrome opaque et translucide peint sur cuivre, rehauts d'or.
  - Orphée, 1892, en collaboration avec Alfred Jean Garnier, tableau émaillé d'après Gustave Moreau (1826-1898).
  - Hélène, 1893, émail peint sur cuivre d'après Gustave Moreau, émail polychrome opaque et translucide peint sur cuivre, rehauts d'or.
  - Léda, 1895, en collaboration avec Alfred Jean Garnier, tableau émaillé d'après Gustave Moreau. Provient du cabinet de l'architecte Victor Ruprich-Robert (1820-1887).
  - Minerve, 1895, d'après Mantegna, émail polychrome opaque et translucide peint sur cuivre, rehauts d'or.
  - L'Enlèvement de Déjanire, vers 1895, projet pour émail peint, fusain et craie blanche et lavis.
  - Nymphe, vers 1895, fusain et craie blanche sur papier gris.
  - Sapho, vers 1895, en collaboration avec Alfred Jean Garnier, tableau émaillé d'après Gustave Moreau.
  - Gobelet, entre 1851 et 1944, céramique et émail.
  - Les roses - Les joyaux, 1909, médaille biface en bronze, frappée.